# Фінал кубка СРСР з футболу 1974
33-й фінал Кубка СРСР з футболу відбувся на Центральному стадіоні в Москві 10 серпня 1974 року. У грі взяли участь київське «Динамо» і ворошиловградська «Зоря».

## Претенденти
- «Динамо» (Київ) — п'ятиразовий чемпіон СРСР (1961, 1966, 1967, 1968, 1971), триразовий володар Кубка СРСР (1954, 1964, 1966).
- «Зоря» (Ворошиловград) — чемпіон СРСР (1972).

## Шлях до фіналу
| «Динамо» К  | «Динамо» К      | Етап    | «Зоря»      | «Зоря»          |
| ----------- | --------------- | ------- | ----------- | --------------- |
|             |                 |         |             |                 |
| Суперник    | Рахунок         | Плей-оф | Суперник    | Рахунок         |
|             |                 | 1/16    | «Динамо» Мн | 3-1 (г) 0-2 (д) |
|             |                 | 1/8     | «Кайрат»    | 3-2 (г) 4-0 (д) |
| «Дніпро»    | 3-2 (г) 2-1 (д) | 1/4     | «Спартак»   | 0-0 (г) 1-0 (д) |
| «Динамо» Тб | 1-0 (д) 0-0 (г) | 1/2     | «Шахтар»    | 2-1 (д) 2-3 (г) |

На попередніх етапах у складах команд-фіналістів виступали: 
«Динамо»: Євген Рудаков, Валерій Самохін, Леонід Буряк, Віктор Матвієнко, Михайло Фоменко, Стефан Решко, Володимир Трошкін, Володимир Мунтян, Володимир Онищенко, Віктор Колотов, Володимир Веремєєв, Олег Блохін, Анатолій Шепель, Юрій Ковальов, Валерій Зуєв, Олександр Бойко, Віктор Кондратов, Руслан Ашибоков, Станіслав Кочубинський, Віктор Маслов, Віталій Шевченко, Микола Пінчук.
«Зоря»: Михайло Форкаш, Микола Пінчук, Володимир Малигін, Сергій Кузнецов, Юрій Васенін, Олександр Журавльов, Віктор Кузнецов, Володимир Білоусов, Юрій Єлісєєв, Анатолій Куксов, Віктор Стульчин, Сергій Андрєєв, Володимир Абрамов, Анатолій Шакун, Геннадій Шилін, Володимир Григор'єв.

## Деталі матчу
| 10 серпня 1974 18:00 |

| «Динамо» (Київ)                      | 3:0 (дч) | «Зоря» |
| ------------------------------------ | -------- | ------ |
| Мунтян 92' Блохін 102' Онищенко 118' | Протокол |        |

| Центральний стадіон (Москва) Глядачів: 60 000 Арбітр: Валентин Ліпатов (Москва) |

| ДИНАМО               |                    |      |
|                      |                    |      |
| ВР                   | Євген Рудаков      | 119' |
| ПЗ                   | Леонід Буряк       | 91'  |
| ЗХ                   | Віктор Матвієнко   |      |
| ЗХ                   | Михайло Фоменко    |      |
| ЗХ                   | Стефан Решко       |      |
| ЗХ                   | Володимир Трошкін  |      |
| ПЗ                   | Володимир Мунтян   |      |
| НП                   | Володимир Онищенко |      |
| ПЗ                   | Віктор Колотов     |      |
| ПЗ                   | Володимир Веремєєв |      |
| НП                   | Олег Блохін        |      |
| Заміни:              |                    |      |
| ВР                   | Валерій Самохін    | 119' |
| НП                   | Анатолій Шепель    | 91'  |
| Тренер:              |                    |      |
| Валерій Лобановський |                    |      |

| ЗОРЯ         |                     |      |
|              |                     |      |
| ВР           | Олександр Ткаченко  |      |
| ЗХ           | Микола Пінчук       |      |
| ЗХ           | Володимир Малигін   | 118' |
| ЗХ           | Сергій Кузнецов     |      |
| ПЗ           | Юрій Васенін        |      |
| ЗХ           | Олександр Журавльов |      |
| ПЗ           | Віктор Кузнецов     | 49'  |
| НП           | Володимир Білоусов  | 65'  |
| НП           | Юрій Єлісєєв        | 105' |
| ПЗ           | Анатолій Куксов     |      |
| ПЗ           | Віктор Стульчин     |      |
| Заміни:      |                     |      |
| НП           | Сергій Андрєєв      | 65'  |
| ЗХ           | Анатолій Павлов     | 105' |
| Тренер:      |                     |      |
| Євген Пестов |                     |      |